# Cloudpunk
Cloudpunk je pustolovska videoigra nemškega razvijalskega studia Ion Lands, ki je izšla 23. aprila 2020 v založbi Maple Whispering Limited za Microsoft Windows. 15. oktobra 2020 so nato izšle predelave za Nintendo Switch, PlayStation 4 in Xbox One, 19. avgusta 2022 pa še za PlayStation 5 (slednja v založbi Merge Games).
Igralec prevzame vlogo protagonistke Ranie, ki v futurističnem kiberpankovskem velemestu dela kot dostavljalka.

## Igranje
Igralec se mora prevažati z letečim avtomobilom (HOVA) po futurističnem mestu med lokacijami, na katerih pobira pakete, občasno pa tudi potnike. Na določenih krajih lahko parkira svoje vozilo in raziskuje manjše dele mesta peš. Včasih sprejema odločitve, ki vplivajo na nadaljnje dogajanje. Poleg tega lahko zbira razne predmete in govori z računalniško vodenimi liki, s čimer odklene stranske naloge.
Avtomobil HOVA je možno nadgraditi za večjo hitrost in vzdržljivost ter kupovati predmete za dekoracijo Raniinega stanovanja.

## Zgodba
Nivalis je futuristično mesto nad morjem, zgrajeno na visokih stebrih. Glavni način prevoza so leteči avtomobili, znani pod kratico HOVA. Mestu vladajo korporacije, posledično je prisotna izrazita družbena razslojenost, kjer višji razredi dobesedno živijo v višjih nadstropjih, najbogatejši celo nad oblaki.
Igralec prevzame nadzor nad Ranio, imigrantko z Vzhodnega polotoka, ki je pred kratkim zapustila dom zaradi oderuških posojilodajalcev, t.i. »dolžniškemu korpusu« (»debt corps«). Ob njej je robotski pes Camus, spravljen na nosilcu podatkov, saj je morala prodati njegovo telo da bi prišla v Nivalis in mu namerava kupiti novega. Rania dobi službo kot dostavljalka za pollegalno podjetje Cloudpunk in dogajanje se odvija prvo noč njenega dela. Po radijski povezavi spozna ciničnega dispečerja z vzdevkom Control in naloži Camusovo digitalno osebnost v spomin njene Hove. Control ji pove, da je do službe dostavljalca enostavno priti predvsem zato, ker so smrtne nesreče s Hovami pogoste.
V naslednjih urah opravlja razne naloge za Cloudpunk in spoznava različne meščane. Včasih je postavljena pred moralne dileme, na primer ali naj z dostavo rezervnega dela omogoči ostarelemu uličnemu dirkaču nadaljevati njegovo nevarno kariero. Zbegajo jo omembe besede CORA, s katero prebivalci Nivalisa opisujejo naključje oz. usodo. Počasi se spoprijatelji s Controlom in izve, da mu je ime Ben.
Rania spozna zasebnega detektiva, androida po imenu Huxley, ki jo prosi za pomoč pri reševanju dekleta Pashte. Pashtin kibernetski implantat za izboljšanje spomina je namreč posnel dokaz o nelegalnih aktivnostih njenega očeta Reoha. Reoh jo je odpeljal h kirurgu, da bi ji odstranil implantat, toda ker ni mogel plačati posega, jo je zajel dolžniški korpus. Reoh najde skupino in zahteva Pashtino vrnitev, ona pa pove, da je zapisala dokaz in zagrozi, da ga bo objavila, če je ne pusti pri miru. Ranio nato kontaktira gangsterski šef Lomo, ki zahteva, da Pashto preda njemu. Rania zahtevo zavrne, zato Lomo sheka Huxleyja in aktivira njegovo sekvenco za samouničenje. Tik preden Huxley eksplodira, prosi Ranio, da vzame Pashto k sebi.
Tekom preostanka noči Rania odkrije dokaze, da se umetna inteligenca, ki upravlja z Nivalisom, kvari. Infrastruktura odpoveduje, zgradbe se gradijo brez pomena in število prometnih nesreč naglo narašča. Končno spozna, da je CORA ta umetna inteligenca, ki pa je zrastla in presegla svoj prvotni namen. Okvare so posledica njenih poskusov, da bi uveljavila svojo razširjeno zavest ob omejitvah strojne opreme. CORA stopi v stik z Ranio in jo pripelje v opuščeni del mesta, kjer ji da nosilec podatkov s kosom sebe – »hčerko«. Brez tega se lahko vrne k svojemu delu ne da bi jo oviral problematičen del njene zavesti, ki ga je bila izrezala. Vendar pa se stara in morda tudi po posegu ne bo mogla upravljati z mestom. Rania se odpelje do najvišjega stolpa v mestu in sreča direktorja Jay-K-ja, ki ji razloži možnosti: lahko z oddajnikom pošlje hčer v drugo mesto kot želi CORA ali pa prepiše Coro s hčerko, da bi izboljšala možnosti za dolgoročno preživetje Nivalisa.
Ko sprejme odločitev, se Rania vrne v svoj avto in odkrije, da je Ben digitalna zavest. Pred leti je umrl v nesreči, nakar je dolžniški korpus njegovo zavest prenesel v računalnik, da bi z delom za Cloudpunk odplačal svoj dolg. Jay-K je v zahvalo odplačal dolg obeh, zato lahko Bena izbrišejo, Rania pa zaživi brez dolga. Na koncu igre naslednje jutro Rania, Pashta in Camus v novem robotskem telesu zapustijo Raniino stanovanje.

## Razvoj
Ion Lands, neodvisni razvijalski studio s sedežem v Berlinu, je najavil igro 7. novembra 2018, izšla naj bi naslednje leto. Izid je bil kasneje prestavljen na 23. april 2020.
Marko Dieckmann je bil režiser, scenarij pa je napisal Thomas Welsh, ustvarjalci so se močno zgledovali po svetu filma Iztrebljevalec. Grafika je namerno nizkoločljivostna za retro vzdušje, zgrajena iz vokslov.
25. maja 2021 je izšla plačljiva razširitev City of Ghosts, ki nadaljuje Raniino zgodbo, uvede pa tudi novega protagonista, igralca na srečo Haysea. Poleg tega doda ulične dirke in nove nadgradnje za Hovo, sicer pa je podobna izvirniku.

## Odziv
| Agregator  | Ocena                                              |
| ---------- | -------------------------------------------------- |
| Metacritic | (PC) 73/100 (XONE) 69/100 (PS4) 64/100 (NS) 53/100 |

| Publikacija           | Ocena  |
| --------------------- | ------ |
| Adventure Gamers      | [ 11 ] |
| Destructoid           | 6.5/10 |
| GameSpot              | 7/10   |
| Nintendo Life         | [ 14 ] |
| Nintendo World Report | 4.5/10 |
| PC Gamer (ZDA)        | 80/100 |
| Push Square           | [ 16 ] |

Sodeč po spletni strani Metacritic, ki zbira in povpreči recenzije, ima različica za osebne računalnike mešan oz. povprečen odziv (ocena 73 od 100 ob 42 upoštevanih recenzijah).
Recenzenti so pohvalili kiberpankovsko estetiko in občutek pri vožnji z letečim avtomobilom. Po drugi strani so nekateri kritizirali pomanjkanje globine, zaradi česar se ne umešča med vrhunske igre.
Predelava za Nintendo Switch je bila poleg tega deležna kritik zaradi tehničnih težav, kot so nestabilna hitrost izrisovanja sličic in slabša grafika v primerjavi z različico za osebni računalnik.
Pisec revije The New Yorker je Cloudpunk imenoval za eno najboljših iger leta 2020. Na podelitvi nagrad Deutscher Computerspielpreis je bila v ožjem izboru za nemško videoigro leta, na koncu pa so ustvarjalci zanjo prejeli nagrado za najboljši svet in estetiko.